# تنگنا (فیلم ۲۰۲۵)
تنگنا یا ژرف دره (به انگلیسی: The Gorge) یک فیلم اکشن، علمی تخیلی و عاشقانه آمریکایی محصول سال ۲۰۲۵ به کارگردانی اسکات دریکسون و نویسندگی زک دین با بازی مایلز تلر، آنیا تیلور-جوی و سیگورنی ویور است که توسط اسکای‌دنس مدیا برای توزیع اپل اورجینال فیلمز تولید شده و در اپل تی‌وی پلاس منتشر شده است. فیلم روایتگر دو تک‌تیرانداز نخبه است که به آنها مأموریتی مرموز محول می‌شود: محافظت از دو طرف یک دره عمیق و غیرقابل نفوذ، بدون اینکه بدانند واقعاً در زیر آن‌ها چه چیزی نهفته است.

## داستان
دو تک تیرانداز نخبه ماموریت‌های یکسانی را دریافت می‌کنند: سفر به یک مکان نامشخص و نگهبانی از سمت‌های غربی و شرقی یک دره عمیق به مدت یک سال بدون هیچ گونه تماس با دنیای خارج و یا همتای خود در طرف مقابل. لوی کین، تفنگدار سابق نیروی دریایی ایالات متحده و پیمانکار خصوصی فعلی، پیشنهاد محافظت از برج غربی را می‌پذیرد. دراسا، یک عامل مخفی لیتوانیایی که اغلب توسط کرملین استخدام می‌شود، موافقت می‌کند که از سمت شرقی محافظت کند.

## تولید
فیلمبرداری در مارس ۲۰۲۳ در لندن، با تولید در استودیو برادران وارنر (انگلستان) آغاز شد.

## انتشار
این فیلم اولین نمایش جهانی خود را در سینماهای ای‌ام‌سی در گروو در لس آنجلس در ۱۳ فوریه ۲۰۲۵ با حضور بازیگران و عوامل‌ فیلم داشت. این فیلم متعاقباً در ۱۴ فوریه ۲۰۲۵ برای پخش انحصاری در اپل تی‌وی پلاس منتشر شد.

## بازخوردها
- در وب‌سایت جمع‌آوری نقد راتن تومیتوز بر اساس رای ۱۱۲ منتقد، با میانگین امتیاز ۶ از ۱۰ مثبت است.
- در متاکریتیک، که از میانگین وزنی استفاده می‌کند، بر اساس رای ۲۹ منتقد، امتیاز ۵۷ از ۱۰۰ را به فیلم اختصاص داد که نشان دهنده نقدهای "مختلط یا متوسط" است.